# بروس كلاين
بروس كلاين هو لاعب هوكي جليد كندي، ولد في 14 نوفمبر 1931 في Hatley, Quebec (municipality) ‏ في كندا.

## وصلات خارجية
- بروس كلاين على موقع دوري الهوكي الوطني (الإنجليزية)
- بروس كلاين على موقع EliteProspects.com (الإنجليزية)
- بروس كلاين على موقع HockeyDB.com (الإنجليزية)
- بروس كلاين على موقع Hockey-Reference.com (الإنجليزية)